# Prosopocera dahomeica
Prosopocera dahomeica es una especie de escarabajo longicornio del género Prosopocera, categorizada en la tribu Prosopocerini, de la subfamilia Lamiinae. Fue descrita por Aurivillius en 1921.

## Descripción
Mide 18-21 mm de longitud.

## Distribución
Se distribuye por Benín, Costa de Marfil y Ghana.